# Nakatosa
Nakatosa (japanska: 中土佐町?, Nakatosa-chō) är en landskommun (köping) i Kōchi prefektur i Japan. 